# نویستاتل آندر دنو
نویستاتل آندر دنو (به آلمانی: Neustadtl an der Donau) یک منطقهٔ مسکونی در اتریش است که در بخش امستیتن واقع شده‌است. نویستاتل آندر دنو ۲٬۱۰۰ نفر جمعیت دارد.